# Sistema endorreico Titicaca-Desaguadero-Poopó-Salar de Coipasa

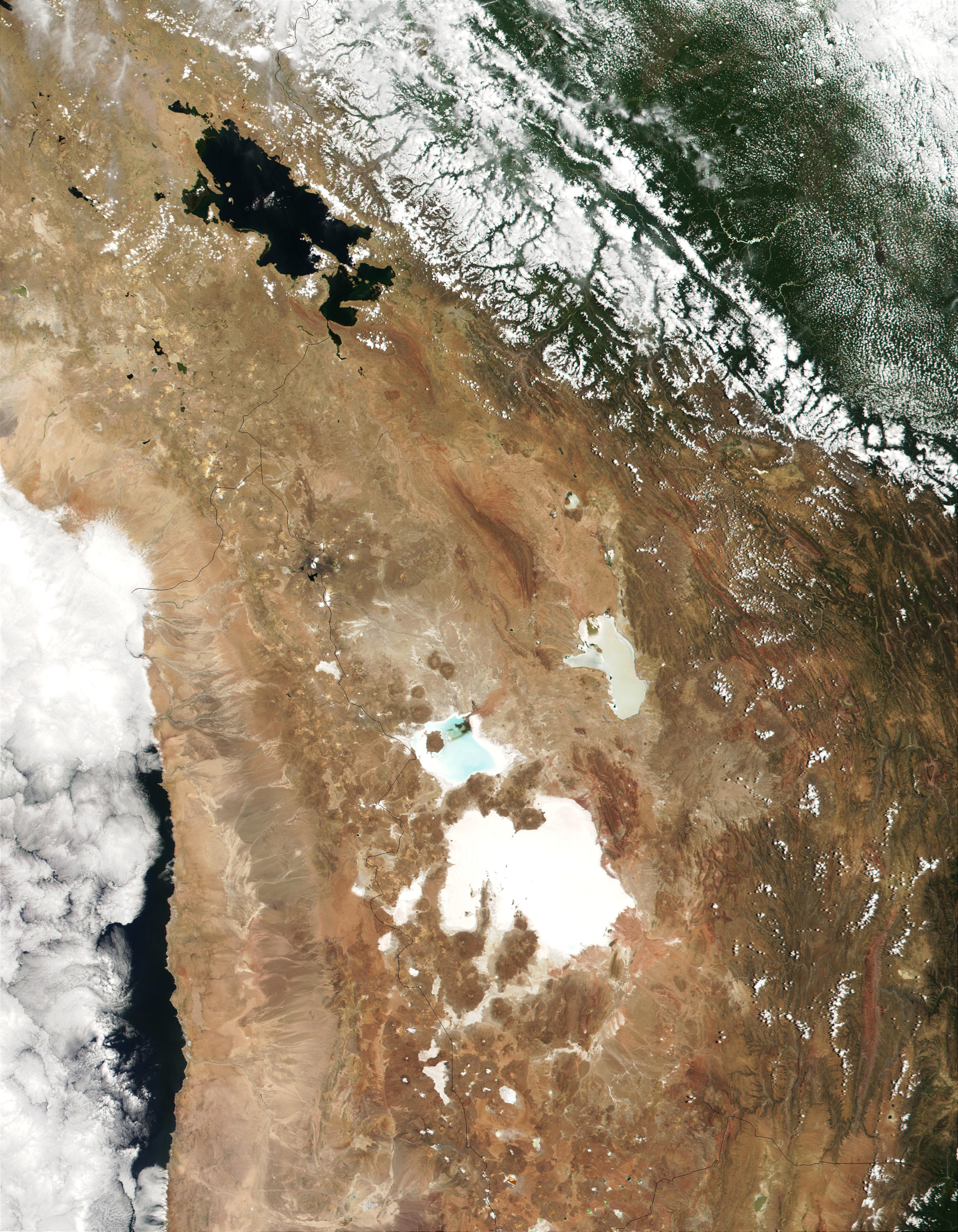
Foto satélite del sistema endorreico Titicaca-Desaguadero-Poopó-Salar de Coipasa. Al sur se observa el salar de Uyuni, con su cuenca endorreica independiente

Esquema del sistema TDPS.

El sistema endorreico Titicaca - Desaguadero - Poopó - Salar de Coipasa (también conocido como Sistema TDPS) es un conjunto de cuencas y subcuencas hidrográficas de carácter endorreico que están interconectadas y se ubican en la meseta del Collao. Comprende las cuencas hidrográficas del lago Titicaca, el río Desaguadero, el lago Poopó y del lago Salar de Coipasa. Este sistema abarca una parte del sur del Perú (departamentos de Puno y Tacna), el occidente de Bolivia (departamentos de La Paz, Oruro y Potosí) y el norte de Chile (regiones de Arica y Parinacota y Tarapacá).
Hasta 1996 no existía en Perú ni en Bolivia una denominación para todo este conjunto endorreico, es a partir de ese año, con la creación de la «Autoridad binacional autónoma del sistema hídrico del lago Titicaca, río Desaguadero, lago Poopó y Salar de Coipasa (ALT)», entre Perú y Bolivia, que recibe este nombre. Este autoridad se creó para el ordenamiento, manejo, control y protección en la gestión del agua en la zona. En Chile el sistema corresponde al registro "010 Altiplánicas" en el inventario de cuencas de Chile administrado por el Ministerio de Obras Públicas (Chile). Las subsubcuencas chilenas que pertenecen al TDPS son las 01000 (Uchusuma), 01001 (Caquena), 01020 y 01021 (Lauca) 01040 (Todos Santos) 01041 (Sitani), 01042 y 01043 (Cariquima) y 01044 (Cancosa). Las restantes de la 010, 01010 (Chungara), 01030 (Surire), 01050, 01051 (Huasco), 01060, 01070 y 01080 (Copasa) vierten sus aguas en Chile.
Los estudios realizados por la ALT enmarcan al sistema TDPS en 143 900 km² de superficie en donde la mayor altura se alcanza en el nevado Sajama (6542 m s. n. m.), mientras que la altura mínima corresponde al salar de Coipasa (3653 m s. n. m.).

## Límites

Principales cuencas hidrográficas en América del Sur y Central.

Por el oeste, el TDPS limita con las cuencas llamadas del Pacífico Sur, entre las que se encuentran la pampa del Tamarugal, quebrada de Tana, cuenca del río Camarones, cuenca del río San José, la cuenca del río Lluta y por supuesto con la cuenca endorreica salar de Surire. Siguiendo hacia el norte, en Perú, al oeste limita con la cuenca del río Caplina y las que le siguen hacia el norte como la cuenca del río Rímac y la del río Chillón. Mas al norte y al este con la gran cuenca del río Amazonas. En el este limita, además de la cuenca del Amazonas, con la cuenca del río de La Plata Hacia el sur limita con la cuenca endorreica argentina: 75  y más al oeste con la cuenca del salar de Uyuni.

## Descripción del sistema
A la cabeza del sistema TDPS, se encuentra el lago Titicaca así como sus afluentes. El lago Titicaca es una masa de agua con una superficie de 8000 km² y un volumen mayor a 900 000 millones de m³. 
La Universidad Mayor de San Andrés, durante los años 1965-1989, hizo los siguientes cálculos en el lago Titicaca:
- aportes por los afluentes = 201 m³/s
- lluvia sobre el lago = 252 m³/s
- evaporación = 415 m³/s
- salida por el río Desaguadero = 35 m³/s
- fugas, aportes subterráneos, etc. = despreciables

El río Desaguadero es el río que desagua el lago Titicaca desde su extremo sur. Este río, durante su recorrido recibe el aporte de innumerables otros, tanto por su margen oriental como por la occidental. Muchos de estos ríos aportan agua relativamente salobre, que por el proceso de evaporación llega a puntos elevados de salinidad. A su vez el río Desaguadero recibe gran cantidad de sedimentos, lo que sumado a la baja pendiente del terreno termina por formar grandes deltas en su curso inferior cercano al lago Poopó y al lago Uru Uru. Esta sedimentación fue la responsable de que el curso del río Desaguadero se dividiera en dos ramales: el Occidental que sigue rumbo sur hasta su desembocadura con el lago Poopó, y el oriental, de mayor caudal, que forma el lago Uro Uro y que a su vez continúa rumbo sur desaguando al Uro Uro y uniéndolo con el lago Poopó. 
El lago Poopó, es un lago salobre en proceso de convertirse en salar ubicado a 3686 m. Su cuenca vertiente alcanza los 24 829 km², con una pluviometría anual en la zona inferior a 300 mm.
Sus aguas reciben el aporte del río Desaguadero, pero a su vez recibe el aporte del río Márquez, Poopó, Huanuni, Antequera entre otros, todos estos ríos con altos contenidos minerales y sedimentos salinos, que han convertido las aguas del lago en no aptas para el riego ni para consumo. El desagüe del lago Poopó lo realiza el río Laca Jahuira, que parte desde el extremo sur del lago con rumbo NO hasta el Salar de Coipasa.
El salar de Coipasa termina por recibir el excedente del lago Poopó, pero a su vez recibe el aporte importante del río Lauca. Este río se origina en una zona volcánica, con un contenido mineral elevado, que sumado al aporte del Laca Jahuira forman un lago salado llamado lago Coipasa. 
El salar de Coipasa es el final del sistema TDPS.

### Clima
La región está caracterizada por el alto riesgo climático y predominancia de condiciones extremas para los organismos ya sean silvestres o cultivados-criados. En los últimos años han aparecido indicios claros del cambio climático a nivel mundial, a raíz del calentamiento global y mayormente expresado en un incremento de los promedios de temperaturas

#### Precipitación
Distribución espacialLa distribución espacial de la precipitación media anual tiene un patrón decreciente de norte a sur. En general, varía de 200 a 1400 mm, con sus máximos valores (entre 800 y 1400 mm) sobre el lago Titicaca, debido a la influencia propia de la gran masa de agua lacustre sobre la humedad atmosférica. Por fuera de la zona lacustre, la zona más lluviosa se encuentra en el extremo Norte de la región (cabeceras de los ríos Coata y Ramis), donde se alcanzan valores entre 800 y 1000 mm. Luego se produce un decrecimiento paulatino de la lluvia en la región del altiplano hasta alcanzar 400 mm en el sector del Mauri, aproximadamente hacia la mitad de la región. Al Sur del río Mauri la precipitación sigue decreciendo hasta alcanzar la cifra de 200 mm en el extremo suroccidental (salar de Coipasa). En los bordes longitudinales del altiplano la precipitación muestra una tendencia a aumentar, debido a la influencia de las cordilleras Occidental y Oriental (lluvias orográficas). Esta influencia es más marcada en la Cordillera Oriental debido a la influencia de los vientos húmedos procedentes de la Amazonia. Conviene anotar que esta cordillera constituye una barrera a los vientos amazónicos, los cuales descargan la mayor parte de su humedad en la vertiente oriental de la cordillera, produciendo un efecto de abrigo en el sector del altiplano.
Régimen de lluviaLa distribución temporal de la lluvia es muy similar en toda la región: verano húmedo e invierno seco. Se trata de un régimen típicamente monomodal, con el período de lluvias de diciembre a marzo (máximo en enero) y el período seco de mayo a agosto (mínimo en junio-julio), siendo los meses restantes de transición. La concentración de la lluvia es mayor en el sur de la región. Así, los cuatro meses lluviosos llegan a concentrar hasta el 82-91 % del total anual en el sur de la región (estaciones de Charaña y Coipasa), mientras que en el sector norte estos mismos meses recogen entre el 66%, y el 73 % (estaciones de Crucero y Desaguadero).
A su vez, el cuatrimestre más seco representa entre 0 a 4 % en el Sur, aunque en el norte apenas sube a un 5 a 7 %. En general, el régimen de lluvias de la región es marcadamente irregular, lo cual constituye un gran limitante para las actividades agrícolas.
A nivel interanual, los años más lluviosos de los últimos 30 años fueron 1984, 1985 y 1986. La comparación de las lluvias de 1985 con la lluvia media anual muestra incrementos en aquel año entre el 20 % y el 85 % en el Norte (la región alta), entre el 20% y el 50 % en la región media y entre el 0 y el 50 % en el Sur (región baja). A su vez, el año 1983 fue el menos lluvioso, con una precipitación inferior al 50% del promedio multianual en el conjunto del Sistema.

#### Temperatura del aire
Distribución espacialLa temperatura depende de varios factores: la longitud (más frío al oeste que al este por la influencia de las masas de aire húmedo de la Amazonia), la altitud (la temperatura disminuye con la altitud), y el efecto termorregulador del lago Titicaca.
El sector noreste de la región es el que tiene las temperaturas medias más elevadas para todas las altitudes (2,9 °C para 5000 m s. n. m.), seguido por el sector sureste (0,8 °C), el noroeste (0,1 °C) y, finalmente, el Suroeste (-2,8 °C). No obstante, para altitudes menores de 4400 m s. n. m. el sector noroeste presenta temperaturas superiores a las del sureste. A nivel del altiplano, las temperaturas medias anuales varían entre 8,2 °C -9,2 °C en el norte y entre 7,9 °C y 10,7 °C en el sur.
Régimen térmicoLa estacionalidad térmica es moderada, con las temperaturas más altas de diciembre a marzo y las más bajas de junio a agosto. La amplitud térmica de las temperaturas medias mensuales varía entre 5,8 °C - 6,5 °C en el norte, y 7,8 °C - 10,6 °C en el sur. El mes más frío es por lo general julio y el mes más cálido diciembre. En las cercanías del lago Titicaca esta amplitud disminuye a cerca de 3 °C a 4 °C y dentro del propio lago a 1,9 °C (isla del Sol).
Si se consideran las temperaturas máximas y mínimas medias anuales, la oscilación térmica varía entre 17 °C y 19 °C en el norte y entre 19 y 21 °C en el sur, si bien en las cercanías del lago Titicaca se acerca a 11 °C y a 9,9 °C dentro del lago. A nivel de las temperaturas máximas y mínimas medias mensuales, la oscilación térmica varía notoriamente en el año; en invierno va desde 23 °C a 25,5 °C en el norte y desde 23 °C a 26 °C en el sur, si bien en las cercanías del lago ella desciende a 14 °C y a 10,9 °C dentro del lago; en verano la oscilación térmica media mensual varía entre 13 °C y 14 °C en el norte y entre 13,9 °C y 17,4 °C en el sur, aunque en las cercanías y dentro del lago baja a cerca de 9 °C.

#### Vientos de superficie
En la región, los vientos de superficie son principalmente el resultado de los patrones locales de relieve, los cuales tienden a canalizar los vientos en direcciones específicas. En la zona del Lago Titicaca se genera además una circulación lago-tierra-lago, resultado de las diferencias de temperatura entre la tierra y la superficie acuática. Durante el día, los vientos soplan del lago hacia las riberas, durante la noche se invierte la circulación, debido a que la tierra se enfría más que el lago.

#### Humedad relativa
La humedad relativa en general es baja en todo el Sistema. El promedio anual en toda la región es del 54%, si bien ella varía desde 42-47% en el sur hasta 62-65% en las riberas del Lago Titicaca. Durante los meses de junio a octubre la humedad del aire es por lo general igual o inferior al 50% en toda la región, mientras que en la estación de lluvias (diciembre a marzo) puede alcanzar hasta el 70%. A nivel diario, en general, la humedad relativa tiene un comportamiento inverso a la temperatura: baja al comienzo de la tarde y más elevada en la noche.

#### Presión atmosférica media
Los valores de la presión atmosférica media son muy similares en todo el Sistema y varían principalmente con la altitud. A nivel del altiplano, la presión varía entre 645 mb en Juliaca (al norte) y 656 mb al sur (en Uyuni), mientras que en Chacaltaya, en las montañas al norte de La Paz es de 536 mb.

#### Radiación e insolación
La radiación solar global varía entre 462 cal/cm2. día en Puno, en el norte de la región, y 518 cal/cm2 día en Patacamaya, en el sur. No obstante, ella cambia significativamente en el transcurso del año. Así, en Puno va desde 390 en julio hasta 549 en noviembre, y en Patacamaya desde 457 en junio hasta 596 en noviembre.
En estrecha relación con la radiación, la insolación es de 3.005 horas de sol al año en Puno y 2.752 en Patacamaya, con una distribución en el año igualmente contrastada entre verano e invierno. En Puno el número promedio de horas de sol por día cambia de 9,6 en julio a 6,0 en enero; y en Patacamaya varía entre 8,8 y 5,4 en los mismos meses.

#### Evaporación
La humedad de la región, registrada por una red de 33 estaciones climatológicas provistas por tanques de evaporación clase "A", se ha estimado en valores muy elevados que fluctúan por año entre un promedio de 1.450 mm, en las cercanías y en el mismo Lago Titicaca, a 1900 mm por el sur del Sistema.
Los balances de cloro y sodio indican que un promedio del 92% del agua que ingresa al Lago Titicaca se evapora, y que el remanente 8% es pierde a través del río desaguadero e infiltración.

#### Evapotranspiración potencial
La evapotranspiración potencial (ETP), o pérdida de agua que ocurriría si en ningún momento existiera una deficiencia de agua en el suelo para el uso de la vegetación, es una función de la humedad a nivel de dicha superficie y de la energía disponible. Aunque hay Capítulo I. Descripción del medio natural diversos procedimientos para medir y calcular la ETP, en el presente caso se hará referencia a los resultados obtenidos mediante la fórmula de Penman. Los valores obtenidos son relevantes para estimar el uso consuntivo de los cultivos que formen parte de un proyecto de riego. La ETP varía aproximadamente entre 1.000 y 1.500 mm en todo el Sistema TDPS. No parece existir una relación entre la ETP y la altitud. Así, la ETP de Chacaltaya (de 1.315 mm), a 5.220 m de altitud, es muy similar a la de Viacha (1.363 mm), a 3.850 m. 
El régimen mensual de la ETP es similar en todo el Sistema TDPS. El máximo se presenta en verano (noviembre-marzo) y el mínimo en invierno (mayo-agosto).

### Pisos ecológicos
La diferenciación de las ecorregiones en el sistema TDPS se puede analizar en sentido altitudinal y latitudinal.
Si bien el rango de diferencia altitudinal es notablemente reducido, se pueden reconocer cuatro pisos ecológicos: 
- La puna baja o piso puneño bajo entre los 3600 y 4000 m s. n. m. en las zonas más bajas de la extensa planicie,
- la puna alta entre los 4000 y 4400 m s. n. m. ocupando los flancos cordilleranos y los sistemas de serranías interandinas,
- Las zonas Altoandinas y periglaciares entre los 4400 y 4900 m s. n. m. en zonas más elevadas adosadas a los muros cordilleranos tanto volcánicos como los de la Cordillera Real o en sistemas montañosos muy altos como la cordillera Mazo Cruz y el macizo volcánico de Kapia (cerca de Yunguyo) en el Perú, o las serranías interaltiplánicas de Tiwanacu en Bolivia.
- Por encima de los 4900 m s. n. m., se describen a los «sistemas nivales abióticos» (desiertos helados y roquedales y campos de nieve).

La diferenciación latitudinal de las ecorregiones toma en cuenta la progresiva mayor aridez de norte a sur, reconociendo: 
- Una Puna húmeda hacia el norte y especialmente en torno al Lago Titicaca.
- Una Puna sub húmeda a seca desde el sur del departamento de La Paz hacia Oruro.
- En torno a las zonas de salares en el sur de Bolivia se puede reconocer un subtipo, la Puna Salina caracterizada por sus comunidades de vegetación especializada halofítica.

## Principales cuencas en el sistema TDPS

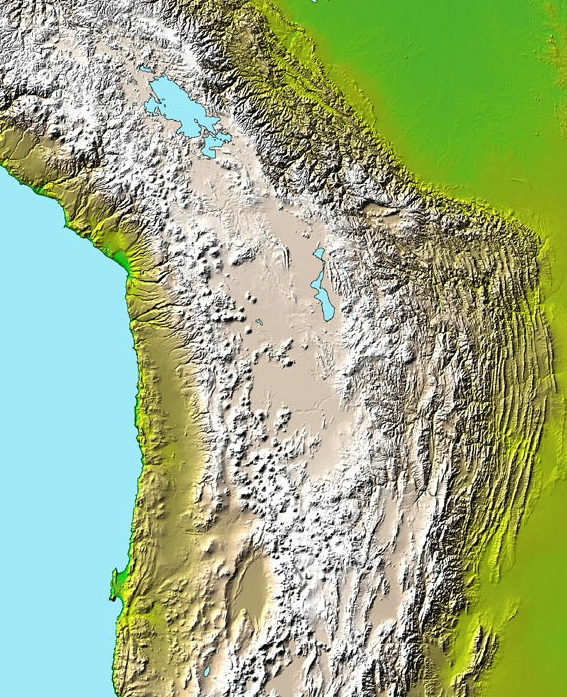
Relieve satelital de la meseta del Collao.

### Cuenca del lago Titicaca
El lago Titicaca es el lago navegable más alto del mundo. Está ubicado entre Perú y Bolivia a 3.810 m s. n. m. El lago Titicaca mide 204 km de largo por 65 km de ancho, ocupando 8562 km², de los que 4772 km² corresponden al Perú y 3790 km² a Bolivia. Su profundidad máxima (-283 m), la alcanza cerca de la isla Soto.
La cuenca del lago Titicaca la demarca por el norte la cordillera Real o Carabaya, el Nudo de Vilcanota por el este, y la cordillera Volcánica por el sur. Esta zona del sistema TDPS es la de mejor irrigación al ser cruzada por una gran cantidad de ríos, de los cuales cinco destacan por el volumen de su caudal.
Se cuenta con registro de los niveles del lago desde 1915. Tradicionalmente se acepta la cota de 3810 m s. n. m. como la cota media del Lago, sin embargo, la media aritmética de los niveles medios anuales es algo más baja, 3809,45 m s. n. m. El valor máximo histórico (3811,83 m s. n. m.) se ha verificado en el año 1986, y el valor mínimo absoluto (3806,48 m s. n. m.) se verificó en el año 1942. Los niveles del lago también tienen una variación a lo largo del año, durante los meses secos el nivel disminuye, y en el período de lluvias vuelve a incrementarse. El nivel de alerta de sequía es 3807,90 m s. n. m. De acuerdo a los registros hasta el presente, la serie de valores del nivel del lago se presenta estacionaria.

#### Río Ramis
Este río nace con el nombre de río Carabaya en la laguna de La Rinconada, recorre paralelo a la cordillera de Carabaya con rumbo NO hasta el distrito de Potoni en donde cambia su curso con rumbo al Sur. Recibe el nombre de río Azángaro desde su confluencia con el río Ñuñoa y desde su confluencia con el río Ayaviri pasa tomar el nombre de río Ramis, en el distrito de Achaya, desde donde toma rumbo este y describe una curva hasta su desembocadura en el lago Titicaca en el distrito peruano de Taraco. El río Ramis cuenta con una longitud aproximada de 32 km. Sus aguas se ven incrementadas por los deshielos de Quenamari y Quelcayo. La cuenca del río Ramis abarca 14 700 km² (la cuenca más grande de los afluentes del Titicaca), y transporta aproximadamente 606 miles de toneladas de sedimentos al año hacia el lago, erosionando 41 km² al año.

#### Río Suches
Este río nace en la cordillera de Carabaya o cordillera Real, en la laguna Suches. Recorre con rumbo Norte-Sur hasta su desembocadura en el lago Titicaca en la localidad boliviana de Escoma. Su principal afluente es el río Grande, con el cual confluye en el distrito de Cojata. La cuenca del río Suches abarca 2825 km², transportando un total de 64 miles de toneladas de sedimentos al año y erosionando 22,5 km² al año.

#### Río Ilave
Este río nace con el nombre de río Huenque y recorre de sur a norte la provincia del El Collao, recibe el aporte importante del río Aguascalientes y pasa a llamarse río Ilave. Desemboca en el lago Titicaca por el lado sur. Su cuenca abarca 7705 km² (la segunda más grande de los afluentes del lago), transporta aproximadamente 143 miles de toneladas de sedimentos al año y erosiona 18,5 km² de terreno al año.

#### Río Coata
Este río nace de la confluencia de los ríos Lampa y Cabanillas, en el distrito de Juliaca. El río Lampa nace de los deshielos del nevado Jatun Punta, mientras que el río Cabanillas nace de la laguna Lagunillas. Este río desemboca en la bahía de Puno en el distrito de Coata.

#### Río Huancané
También conocido con el nombre de río Putina en su curso superior, sigue una dirección de norte a sur, para luego desaguar en el extremo norte del lago Titicaca.

### Cuenca del río Desaguadero
El río Desaguadero es el principal río de la cuenca endorreica del lago Titicaca, donde se origina, descargando las aguas excedentes hasta el lago Poopó, donde se pierden principalmente a través de un fuerte proceso de evaporación.
El lago Titicaca no es la única fuente del río Desaguadero. De hecho, recibe a lo largo de su viaje hasta el lago Poopó una serie de afluentes de la cordillera de los Andes que pertenecen a su cuenca y aumentan el caudal de agua del río, siendo el mayor el río Mauri. Las mediciones de 1960 a 1990 dieron los siguientes caudales:
- a la salida del lago Titicaca: 35 m³/s;
- en Calacoto (antes de la confluencia con el río Mauri): 52 m³/s;
- en Ulloma: 77 m³/s;
- en Chuquiña: 89 m³/s;

Teniendo en cuenta el importante caudal utilizado para el riego a lo largo de su curso, se estima que sólo un tercio de las aguas del río Desaguadero que llegan al lago Poopó provienen de lago Titicaca.
El suministro continuo de agua a través de sus propios afluentes permiten al río Desaguadero, a medida que avanza, convertirse en más regular. Así, en su nacimiento, puede tener incluso un caudal nulo o negativo, que significa una inversión del curso superior. En casos de extrema disminución de las aguas del Titicaca (en una excepcional sequía), dado que la pendiente en este primer tramo es igual a cero, el curso se invierte y el río Desaguadero alimenta el lago en lugar de ser alimentado por él.

#### Afluentes del río Desaguadero
El río Desaguadero, emisario natural del lago Titicaca, nace en el extremo suroccidental del lago, en la frontera Perú-Bolivia, y desemboca en el lago Poopó. Su cuenca representa el 21 % del área del Sistema TDPS. Aguas abajo de su nacimiento, el río Desaguadero recibe numerosos tributarios, el más importante de los cuales es el río Mauri, el cual atraviesa una vasta zona montañosa de la Cordillera Occidental y una importante meseta volcánica. Otra cuenca importante por su superficie es la del Río Kheto, aunque sus aportes hídricos al Desaguadero son despreciables.
Inmediatamente aguas abajo de su nacimiento en el Titicaca, el río Desaguadero forma la Laguna de Aguallamaya. Luego recibe numerosos ríos hasta su desembocadura en el Poopó, entre los cuales se destacan, además del río Mauri (32% de la cuenca), ya mencionado, el río Kheto (16% de la cuenca), el río Caranguilla, el río Llinqui, el río Khora y el río Kilihuiri.

### Cuenca del lago Poopó
El lago Poopó es un lago de agua salada, el segundo más grande del sistema TDPS después del lago Titicaca, ambos conectados por el río Desaguadero. Tiene unas dimensiones de 84 km de largo por 55 km de ancho y un área de 2337 km², dependiendo del aporte del río Desaguadero y el río Márquez y se encuentra a una altitud de 3686 m.
Los ríos que aportan al lago Poopò son:
- río Márquez
- río Desaguadero
- río Antequera
- río Poopó
- río Huanuni: Nace al oriente del lago Poopó y atraviesa la ciudad de Huanuni, principal centro minero de Bolivia, y una de las minas de estaño más importantes del mundo.

### Lago Uro Uro o Uru Uru
El lago Uru Uru es un lago situado en el departamento de Oruro, Bolivia. Está formado por el desborde del río Desaguadero sobre la extensa planicie sedimentada denominada "Santo Tomás" (pues en ella se encontraba una pequeña ermita y unas cuantas casitas que fueron inundadas por completo). Esta formación data de 1962. Tiene una longitud de 21 km y una anchura de 16 km, y una superficie de 214 km² a una altitud de unos 3686 m. Muy cerca de su orilla, se encuentra la ciudad de Oruro, gran centro industrial de minerales.

### Cuenca del salar de Coipasa
El salar de Coipasa es un salar localizado en Bolivia, en el departamento de Oruro, a una altitud de 3657 m. Tiene alrededor de 70 km de largo por 50 km y una superficie de 2218 km². El salar presenta un espesor máximo de 100 metros en capas superpuestas de 1 a 2 m de grosor. Las rocas que rodean al salar son principalmente volcánicas incluyendo afloramientos esporádicos de rocas sedimentarias al oeste del salar.
Son dos los ríos más importantes que aportan su caudal al Salar:

#### Río Lacajahuira
El río Laca Jahuira (o Lacajahuira) nace del lago Poopó al sur y discurre enteramente por territorio del departamento de Oruro. Discurre en dirección oeste-suroeste. Tiene una longitud de 135 kilómetros hasta su desembocadura en el salar de Coipasa. Sus aguas son salobres.

#### Río Lauca
El río Lauca (aimara: lawqa, 'pasto acuático' ) es un río binacional que se origina en el altiplano andino chileno de la Región de Arica y Parinacota y, luego de cruzar la cordillera de los Andes, desemboca en el salar Coipasa, en Bolivia. Nace en las lagunas de Cotacotani, ubicado en el Parque Nacional Lauca, Provincia de Parinacota. En la zona, se produce una ciénaga o vega conocido como bofedal de Parinacota al que confluyen diversas vertientes.
Cruza la frontera con Bolivia a 3892 m en Macaya, con un caudal aproximado de 2,6 m³/s. 
La superficie de su hoya en suelo chileno es de 2350 km². En el altiplano boliviano, el Lauca recibe aportes de diversos cursos, como el río Sajama y el río Copasa, aumentando su caudal hasta los 8 m³/s antes de girar finalmente al sur para terminar en el salar de Coipasa.
Durante los años 1930, el gobierno chileno comenzó a utilizar los recursos hídricos del río Lauca para el regadío agrícola de la zona del valle de Azapa, lo que motivó el reclamo del gobierno boliviano, asegurando que las autoridades trasandinas estarían desviando un río de aguas internacionales. Chile argumentó que no se realizaban desvíos del cauce natural sino que los trabajos se referían a utilización de aguas en las zonas del bofedal de Parinacota, lo que no afectaba al caudal total del Lauca en su paso a Bolivia. El litigio entre ambos países, iniciado en 1939, provocó momentos de gran tensión diplomática hasta los años 1960.

## Disponibilidad hídrica del sistema
Los recursos hídricos naturales del sistema TDPS se distribuyen, y evolucionan de la siguiente manera:
La escorrentía global media generada en todo el sistema se estima en unos 8.500 hm³/año correspondiendo 6.300 hm³/año a los afluentes al lago Titicaca, y 1.700 hm³/año a los afluentes del río Desaguadero desde Puente Internacional hasta Chuquina. 
La escorrentía que se genera en el sector sur del sistema, aguas abajo de Chuquina, es mal conocida debido a la escasez de datos hidrometeorológicos. 
Se estima en una primera aproximación que se sitúa en torno a unos 500 hm³/año, muy irregularmente distribuidos en el tiempo.
A esa escorrentía hay que sumar la lluvia caída directamente sobre los espejos de agua y restar la evaporación en los mismos.
La lluvia media sobre el espejo del lago Titicaca se ha calculado en 7.800 hm³/año y la evaporación en 13.000 hm³/año.
El balance del lago da unas salidas medias por el río Desaguadero en torno a 1.100 hm³/año.
EI caudal medio que fluye por el Desaguadero crece desde 1.100 hm³/año en Puente Internacional hasta 2800 hm³/año en Chuquina.
En los lagos del Sur (Uru Uru, Soledad, Poopo, Salar de Coipasa) se evaporan unos 5.000 hm³/año que constituyen la totalidad de las entradas de agua a esos lagos, tanto per escorrentía superficial (2800 por el río Desaguadero y 500 por cuencas directamente vertientes a los lagos) como por lluvia directa sobre los espejos de agua (1700 hm³/año ).

## Transporte de sedimentos en el sistema TDPS
Las aguas de la cordillera oriental y del nudo Vilcanota son poco mineralizadas, generalmente presentan sedimentos de tipo bicarbonato cálcico. Muy por el contrario la cordillera occidental (de tipo volcánica) presenta un alto grado de cloruro sódico que es traído en sedimentos por los ríos nacidos en esta zona de la cordillera, siendo los ríos Ilave, Mauri y Lauca los más importantes en caudal nacido en zona volcánica.
La evolución de las aguas de norte a sur muestran un aumento de la mineralización luego del recorrido por planicies y lagos, todo esto ligado a la evaporación. Por esta razón la salinidad del río Desaguadero se acentúa a medida que viaja por la meseta y vierte sus aguas en los lagos Poopó y Uro Uro.
- Salinidad: el valor total de sólidos salinos disueltos se incrementa de norte a sur, y en el lago Poopó alcanza valores máximos de 25 a 40 g/l. Las concentraciones máximas se dan en la primavera.
- Alcalinidad: hay un ascenso periódico en las concentraciones de éste parámetro en el norte (Desaguadero), con valores entre 90 a 200 mg/l; hacia el sur de la cuenca (lago Poopó), con valores del orden de 400 a 600 mg/l.

## Problemática ambiental en el sistema TDPS
La región del TDPS se caracteriza por una superposición de sistemas culturales y económicos, en que una amplia economía agraria de subsistencia convive con sectores agropecuarios dirigidos hacia los mercados regionales y nacionales y con una minería orientada al sector externo. En este contexto, los recursos naturales han sufrido un impacto diferencial, aunque en todos los casos su consumo y sus pérdidas de productividad no se incorporan a los costos de producción. Los valores ancestrales relacionados con el respeto por la "Pacha Mama" prácticamente se han extinguido y la naturaleza es percibida como fuente inagotable de recursos y receptáculo de todos los desperdicios. La pobreza generalizada y los bajos niveles de educación impiden a la población tomar conciencia sobre los límites de sus recursos y sólo con ocasión de las grandes catástrofes naturales, en este caso sequías e inundaciones, algunos sectores de la sociedad han empezado a pensar en las relaciones de causalidad entre el uso y manejo dado a los recursos naturales y las catástrofes acaecidas.

### Salinización
La salinización del sistema TDPS es uno de los problemas más importantes que se han identificado. Específicamente desde la localidad de Puerto Japonés hacia el sur la cuenca muestra niveles salobres muy elevados, haciéndose más grave en los lagos Uro Uro y Poopó, acelerándose el proceso natural de convertirse en salares, sobre todo cuando el fenómeno de El Niño se manifiesta con sequías.
Debido a la salinización, las aguas de los lagos Uro Uro y Poopó no son aptas para el consumo humano, animal ni riego.

### Contaminación
La explotación intensiva de este recurso solo ocurre para el abastecimiento de agua para poblaciones e industrias, como es el caso de las ciudades de Puno y Juliaca en el lado peruano; Oruro y el Alto en el lado boliviano. En el caso especial de la ciudad de Oruro, el deficiente sistema de aguas servidas de la ciudad contamina al lago Uro Uro, que además sufre la contaminación directa de deshechos provenientes de la ciudad.
La misma situación se vive en la ciudad de Puno, en donde por muchos años se arrojaron las aguas servidas directamente al lago Titicaca, con el consecuente aumento de la “lenteja de agua” en las costas de la bahía interior de Puno. Actualmente se trabaja en el control de la contaminación en el lago Titicaca. Otro factor de contaminación en sistema es la minería informal o artesanal. En el lado peruano, por citar un ejemplo, la mina de la Rinconada se ubica en la naciente del río Carabaya, afluente del río Azángaro, afluente del río Ramis, afluente del lago Titicaca. De igual manera en el departamento de Oruro, la minería informal arroja sus desechos directamente a los ríos que son afluentes del sistema.